# Elecciones generales de Saba de 2011
Elecciones generales tuvieron lugar en Saba el 2 de marzo de 2011. El resultado fue una victoria para el Movimiento Popular de las Islas de Barlovento, el cual ganó cuatro de los cinco escaños en el Consejo de la Isla.

## Resultados
| Partido                                       | Votos | %    | Escaños | +/– |
| --------------------------------------------- | ----- | ---- | ------- | --- |
| Movimiento Popular de las Islas de Barlovento | 686   | 83,4 | 4       | 0   |
| Partido Laborista de Saba                     | 137   | 16,6 | 1       | 0   |
| Votos en blanco/nulos                         | 6     | –    | –       | –   |
| Total                                         | 829   | 100  | 5       | 0   |
| Electores registrados/participación           | 955   | 86,8 | –       | –   |
| Fuente: The Daily Herald, sabatourism.com     |       |      |         |     |